# Loka pri Zidanem Mostu
Loka pri Zidanem Mostu este o localitate din comuna Sevnica, Slovenia, cu o populație de 472 de locuitori.

## Personalități născute aici
- Ludvik Mrzel (1904 - 1971), scriitor.